# ويلارد لي بويد
ويلارد لي بويد (بالإنجليزية: Willard L. Boyd)‏ هو محامي أمريكي، ولد في 29 مارس 1927.